# Kazimierz Andrzej Jaworski
Kazimierz Andrzej Jaworski (ur. 28 listopada 1897 w Siedliszczu, zm. 6 września 1973 w Lublinie) – polski poeta, tłumacz i wydawca.

## Życiorys
W swej twórczości bliski był założeniom programowym skamandrytów. Urodzony w Siedliszczu, został przesiedlony z matką do Charkowa, gdzie podjął studia medyczne. Jednakże już wtedy interesowała go poezja, pisał i odczytywał wiersze, podczas pobytu w Charkowie poznał Leopolda Staffa.
W 1919 skorzystał z możliwości powrotu w rodzinne strony i osiadł w Chełmie, porzuciwszy studia medyczne. Studiował polonistykę na KUL-u i Uniwersytecie Warszawskim. Debiutował w 1920 w ukazującym się w Lublinie tygodniku „Dzień Polski” sonetami o Józefie Piłsudskim. Nie był zadowolony ze swego dzieła i wierszy tych później nigdzie już nie publikował. W 1921 zgłosił się na ochotnika do wojska. Po powrocie podjął pracę jako polonista.
W 1933 wraz z Zenonem Waśniewskim założył w Chełmie pismo literackie „Kamena”, początkowo ukazujące się jako miesięcznik i finansowane ze składek nauczycieli. Pismo jednak zostało zauważone nie tylko w regionie, ale i w kraju. W „Kamenie” publikowali między innymi Bruno Schulz, Czesław Miłosz, Władysław Broniewski, Tadeusz Bocheński (poeta) i Julian Tuwim. Do wybuchu II wojny światowej ukazało się 50 numerów.
W czasie okupacji Kazimierz Jaworski prowadził tajne nauczanie, tzw. komplety. Został aresztowany przez okupacyjne władze niemieckie, był więziony na zamku w Lublinie i Sachsenhausen.
Po wojnie powrócił do działalności pisarskiej, redagował dodatki literackie, podejmował się tłumaczeń literatury rosyjskiej, literatury czeskiej, a także redagował wznowioną „Kamenę”, ukazującą się w Lublinie. Od końca lat 60. spisywał swoje wspomnienia. Jego Pisma wydało Wydawnictwo Lubelskie w 12-tomowej serii w latach 1971–1974. 

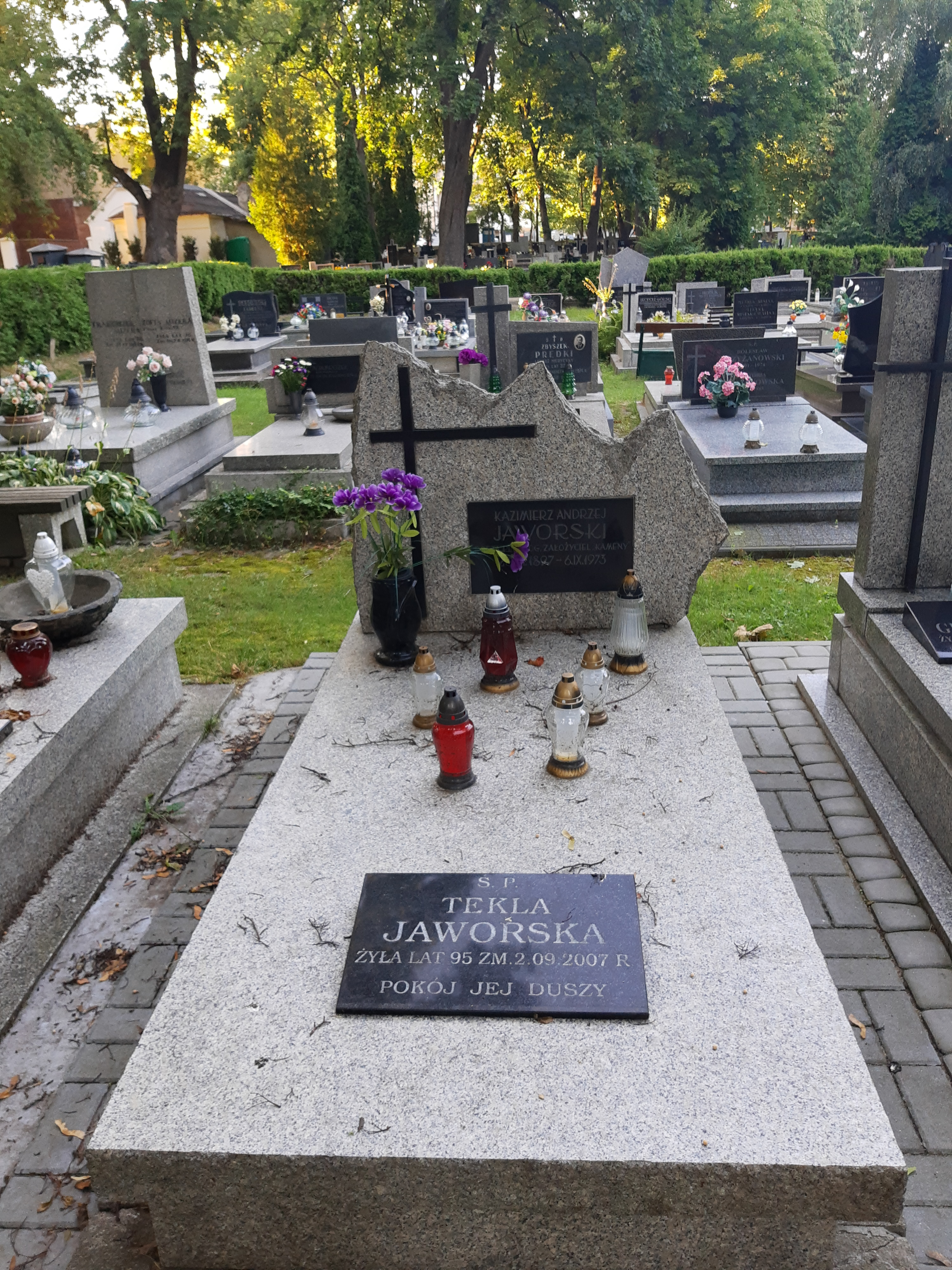
Grób Kazimierza Andrzeja Jaworskiego na cmentarzu przy ul. Lipowej

Pochowany w części komunalnej cmentarza przy ul. Lipowej w Lublinie (kwatera P3KE-6-5).

## Wybrane utwory
- Serca za drutem. Wspomnienia z Sachsenhausen, Lublin 1959.
- Stopy czasu, Lublin 1961 (wiersze).
- W kręgu "Kameny", Lublin 1968 (wspomnienia).
- Wywoływanie cieni, Lublin 1968 (wspomnienia).
- Koniec seansu, Lublin 1970 (wspomnienia).
- Pisma. Wydanie jubileuszowe, Lublin 1971–1974 (T.1 – Wiersze; T.2 – Od Łomonosowa do Jewtuszenki; T 3 – Przekłady poezji ukraińskiej; T. 4 –  Przekłady poezji czeskiej i słowackiej; T. 5 – Przekłady poezji romańskiej; T. 6 – Serca za drutem; T. 7 – W kręgu "Kameny"; T. 8 – Wywoływanie cieni; T. 9 – Koniec seansu; T. 10 – Reportaże, artykuły, felietony, opowiadania; T. 11 – Przekłady prozy czeskiej i dramatu; T. 12 – Rzeczy różne wierszem i prozą)[2].

## Ordery i odznaczenia
- Krzyż Oficerski Orderu Odrodzenia Polski (1959)
- Krzyż Kawalerski Orderu Odrodzenia Polski (1954)
- Srebrny Krzyż Zasługi (22 lipca 1952)[4]
- Srebrny Wawrzyn Akademicki (7 listopada 1936)[5]
- Medal 10-lecia Polski Ludowej (1955)
- Odznaka 1000-lecia Państwa Polskiego (1966)
- Odznaka „Za Zasługi dla Lubelszczyzny” (1967)
- Złota Odznaka TPPR (1972)
- Złota Odznaka „Zasłużony dla Lublina” (1972)
- Medal Zasłużony dla Miasta Chełma (1961)